# Государственный Дарвиновский музей
Госуда́рственный Да́рвиновский музе́й — московский музей, посвящённый дарвинской теории эволюции. Инициатором создания стал биолог Александр Котс, начавший свою преподавательскую карьеру при Московских высших женских курсах в 1907-м. Этот же год считается и датой основания музея — учёный перенёс свою коллекцию редких чучел животных в здание курсов в Мерзляковском переулке. После революции 1917 года Дарвиновский музей стал самостоятельным учреждением. В 1994-м правительство Москвы выделило под нужды музея здание на улице Вавилова. По состоянию на 2018 год его коллекции насчитывают более 400 000 предметов.

## История

### Музей
Основателем музея является доктор биологических наук Александр Котс, родившийся в семье немецкого эмигранта Альфреда Котса в 1880 году. В возрасте 19 лет Александр отправился в первую экспедицию в Западную Сибирь для изучения редких видов птиц. Собранная по результатам поездки коллекция чучел экспонировалась в России на XIV выставке Всероссийского общества акклиматизации. В последующие годы учёный активно пополнял собрание, закупая за свой счёт экспонаты через знакомого ведущего зоолога-систематика Конрада Лоренца.
Идея о создании музея возникла у Котса в студенчестве, после посещения Дарвиновского зала Британского музея. Согласно воспоминаниям биолога, его поразили «богатство фактов и скудость, недосказанность объединяющей идеи». По этой причине учёный поставил перед собой цель создать на базе собственной коллекции музей, посвящённый теории эволюции.
Датой основания музея считается 1907 год, когда Котс был приглашён преподавать теорию дарвинизма на Высших женских курсах. В этом же году биолог перенёс своё собрание в зоологическую лабораторию курсов и зарегистрировал коллекцию под названием «Музей эволюционной теории Московских высших женских курсов». В это время музей являлся исключительно учебным — Котс использовал экспонаты в качестве иллюстрации процесса эволюции. Для удобства коллекция была разделена согласно отдельным главам эволюционного учения: географическая, возрастная, персональная изменчивость, приспособления, менделизм, ламаркизм, происхождение человека. В результате активной деятельности работой Котса заинтересовались ботаники и зоологи из Германии, Англии и Франции — многие из них посылали биологу в дар экспонаты для коллекции.
В 1913 году Котс и его жена зоолог Надежда Ладыгина совершили поездку по Европе, чтобы посетить крупные музеи и перенять опыт организации экспозиции, а также пополнить коллекции в таксидермических фирмах Лондона, Гамбурга и Галле. В результате собрание Котса стало насчитывать несколько тысяч экспонатов общей стоимостью 15 000 рублей. Все предметы были приобретены семьёй за свой счёт.
События революции не прервали работу музея, сотрудники продолжали создавать скульптуры, картины, чучела животных, а также проводить научные исследования. Выпущенная в 1918 году Павлом Штернбергом охранная грамота позволила сохранить коллекцию Котса от продажи частным лицам, а последующая национализация — сделать музей независимым. Котс воспринимал изменения с радостью, поскольку советская власть выступала за продвижение теории эволюции и реорганизацию музея в общественный.
Александр Котс оставался директором вплоть до своей смерти в 1964 году. В это время музей осуществлял сбор, хранение, изучение и экспонирование артефактов, иллюстрирующих процесс эволюции.
В 1997 году Дарвиновский музей получил статус Методического центра естественнонаучных музеев, что позволило ему стать центром проведения программ для молодёжи и людей с ограниченными возможностями. С 1997-го музей является главным в Ассоциации естественнонаучных музеев России. В 2007 году Дарвиновский музей выиграл гран-при на выставке «Интермузей» и был назван лучшим музеем года. В 2016 музей получил гран-при фестиваля во второй раз.

### Здания
Изначально музей располагался в нескольких комнатах здания Высших женских курсов в Мерзляковском переулке. Ограниченность свободного пространства не предполагала создание экспозиции — места хватало только на хранение предметов, чтобы демонстрировать их студентам на занятиях. В 1912 году курсы были перенесены в новое здание на Девичьем поле, где под собрание Котса выделили постоянные экспозиционные площадки. К последующему переезду коллекция значительно увеличилась, из-за чего музею вновь понадобились новые помещения. В 1926-м вышло постановление Совнаркома РСФСР о строительстве нового здания для музея.
Два года мы с напряжением всех сил смогли бы проработать в старом помещении, но при угрозе, что придётся свёртывать экспозицию, превращая выставочные залы в склады фондов.Александр Котс
Госфинансирование не могли выделить двадцать лет, из-за чего в 1945 году по инициативе Александра Котса было проведено заседание Совета министров РСФСР, который подтвердил намерения построить здание и постановил спроектировать его. Возведение началось в 1960 году на 3-й Фрунзенской улице, однако уже на финальной стадии строительства Мосгорисполком передал здание хореографическому училищу Большого театра.
После смерти Александра Котса в 1964 году директор музея Вера Игнатьева несколько лет добивалась от властей строительства отдельных помещений. В результате в 1968-м Моссовет выпустил указ о необходимости строительства нового здания для Дарвиновского музея.
Проектирование нового здания поручили градостроительному институту Моспроект-3. В результате внутреннего конкурса, проведённого в 1969 году, право выполнять проект получила мастерская № 8 под руководством архитектора Бартошевича Игоря Константиновича. Главный инженер проекта Е.В. Козлов. Проектирование велось до 1970 года, и сопровождалось многочисленными и сложными согласованиями. В эпоху провозглашённой борьбы с "архитектурными излишествами", и торжества типовой архитектуры, проектирование современного, Модернистского здания, встретило недовольство некоторых представителей властей и сопротивление подрядчиков. Например, пришлось перерабатывать первоначальный проект, выполненный на основе кирпичных стен, в проект из сборных конструкций, а для воплощения в жизнь стеклянного фонаря, треугольной формы, понадобилось специальное разрешение Мосгорисполкома.
Возведение началось только в 1974 году на улице Вавилова и продолжались ещё двадцать лет, в условиях постоянных перебоев Финансирования. Первая постоянная экспозиция открылась в 1995-м, в которой сотрудники воплотили многие идеи Александра Котса.
В 1996 году рядом с главным корпусом начался второй этап строительства — шестиэтажное здание. Работы завершились к 2007-му, в здании разместили фондохранилище и дополнительные выставочные пространства для временных экспозиций. 

### Директора
- Александр Котс (1910—1964)
- Вера Игнатьенко (1964—1986)
- Светлана Кулешова (1986—1988)
- Анна Клюкина (1988 — н.в.)

## Экспозиция

### Формирование
Собрание музея основывается на частной коллекции Александра Котса, который, будучи студентом, учился изготавливать чучела животных, а также был частым посетителем таксидермической мастерской Фёдора Лоренца. После открытия музея при Высших женских курсах большую роль в формировании коллекции сыграл ближайший коллега биолога — художник-анималист Василий Ватагин. Благодаря его деятельности на базе музея сформировалась московская школа художников-анималистов.
Фонды также пополнялись за счёт сотрудничества с ведущими европейскими и отечественными препараторскими фирмами. В основном покупка работ осуществлялась на личные деньги Котса. Так, в экспозицию музея вошли коллекционные собрания Николая Пржевальского, Михаила Мензбира, Владимира Артоболевского, Н. Д. Красовского и других биологов. В 1920 году Котс был назначен директором Московского зоопарка, что позволило ему продолжить научно-исследовательскую работу над теорией эволюции. Биолог часто фиксировал находки в виде фотографий, рисунков и чучел, что впоследствии стало неотъемлемой частью экспозиции музея.
Та самая настойчивость, которая когда-то заставляла меня мальчиком добровольно голодать, тратя данные на завтрак деньги на покупку мёртвых птичек и зоологических картинок, — та же самая настойчивость и упорство двигали мною полвека, побуждая день за днём и год за годом собирать, накапливать десятки, сотни, тысячи научных экспонатов для музея...Александр Котс
Начиная с 1930-х годов Дарвиновский музей начал активно сотрудничать с Управлением пушной промышленности «Союзпушнина», руководство которого поставляло Котсу животных с редкими видами аномалий. Взамен музей украшал своими экспонатами залы аукционов, где выставлялись меха «Союзпушины». Во второй половине XX века музей осуществлял закупки за государственный счёт.

### Коллекции
Экспозиция музея состоит из более чем 400 000 единиц хранения, размещённых на 5000 м². В Дарвиновском музее представлена информация о процессе эволюции, многообразии жизни на Земле, изменчивости и наследственности видов, естественном отборе и борьбе за существование в природе.
В музее экспонируется самая большая в мире коллекция аберрантов — птиц и зверей, окраска которых имеет отклонения от типичного для данного вида. Особую ценность представляют скелет вымершей в конце XVII века нелетающей птицы дронта, некогда обитавшей на острове Маврикий, чучела бескрылой гагарки, странствующих голубей и разноклювой гуйи.
В экспозиции представлены не только натурные экспонаты, но и произведения художников-анималистов: Михаила Езучевского, Алексея Комарова, Александра Формозова, Вадима Трофимова, Константина Флёрова, Вениамина Белышева, Дмитрия Горлова, Николая Кондакова. В залах выставляются скульптурные работы Владимира Домогацкого, Сергея Конёнкова, натуралиста Конрада Геснера, Марии Сибиллы Мериан, Джона Одюбона, советских скульпторов-анималистов Андрея Марца, Георгия Попандопуло, Алексея Цветкова, Александра Белашова, Марины Островской и других.
В музее хранятся около 9000 работ о природе, в число которых входят первое издание «Происхождение видов», письма Дарвина, а также старинные книги по естественной истории. Одно из самых редких произведений коллекции — «История змей и драконов» Уллиса Альдрованди.
Начиная с 2000-х годов музей внедряет в экспозицию мультимедийные модели. Большинство залов оборудованы компьютерными технологиями. Например, мезозойская эра проиллюстрирована движущимися моделями динозавров.
Подземный переход из главного здания ведёт в выставочный комплекс с экспозицией «Пройди путём эволюции», учебной лабораторией, инсектарием с живыми насекомыми «МиниЗоо», оранжереей, цифровым планетарием, 4D и 5D аттракционами. На площадке перед музеем расположен небольшой палеопарк с фигурами амурозавра, килеска, эстемменозуха, мастодонзавра, пандерихтиса, мамонта, шерстистого носорога и пещерного льва.
В Дарвиновском музее используются современные мультимедийные технологии: аудиотрансляции голосов птиц и зверей, свето-видео-музыкальная экспозиция «Живая планета», установлены информационный центр «ЭкоМосква» и интерактивный комплекс «Путешествие с животными», оснащённый технологией дополненной реальности. В 2014 году мэр Москвы Сергей Собянин открыл в музее интерактивный центр «Познай себя-познай мир». При музее открыт Центр молодёжного инновационного творчества с курсами электроники и робототехники. Еженедельно проводятся лекции, кинопоказы, встречи с путешественниками и известными учёными.
- Экспозиция музея, 2016 год

## Награды
- Орден «Знак Почёта» (1978 год)[23].
- Почётная грамота Московской городской думы (26 сентября 2007 года) — за заслуги перед городским сообществом[24].